# Sophie Resch
Sophie Resch (* 29. Juni 1985 in Wien) ist eine österreichische Film- und Theaterschauspielerin.

## Leben
Resch wuchs als Jüngste von vier Kindern in Trautmannsdorf/Leitha (Niederösterreich) auf. Nach der Matura studierte sie an der Akademie für den logopädisch-phoniatrisch-audiologischen Dienst in Wien und schloss das Studium 2009 mit Auszeichnung ab.
2010 wurde sie an der Schauspielschule Krauss und in das Ensemble der Jungen Burg (Burgtheater Wien) aufgenommen. In dieser Zeit spielte sie u. a. beim Theaterstück Schmähstad (Regie: Renate Aichinger), dass im Vestibül Premiere feierte. Danach bekam sie das Angebot, die kleine Rolle der „Philomena Beyer- die Sepsis im Stück“ Professor Bernhardi (Regie: Dieter Giesing) im Burgtheater Wien zu spielen.
2012 zog Resch nach Berlin und begann, Schauspiel zu studieren. Sie nahm neben dem Schauspielstudium intensiv am Unterricht der Bühnentanzklasse teil und schloss 2013 mit ausgezeichnetem Erfolg ab. In dieser Zeit wurde sie auch Mitglied vom P14 Ensemble (Jugendensemble der Volksbühne Berlin) und spielte im Stück Die Erde bebt. Das Erdbeben in Chili (Regie: Assaf Hamieri).
Resch wirkte sowohl in Berlin als auch in Wien auch zunehmend bei Tanzperformances und zeitgenössischen Stücken mit.
Seit 2014 wird sie durch die Agentur Fürst vertreten und spielte in diversen österreichischen Kinofilmen, Serien, Musikvideos und Kurzfilmen.
2015 wurde sie Mitglied des Künstlerkollektivs „Die schweigende Mehrheit“. Zusammen mit 40 Flüchtlingen realisierten sie das Stück Die Schutzbefohlenen (Regie: Tina Leisch und Bernhard Dechant) und wurden damit mit dem Spezialpreis Nestroy 2016 ausgezeichnet.
Im September 2016 feierte Resch ihr Debüt am Theater in der Josefstadt. Sie löste die schwangere Martina Ebm ab und übernahm die Rolle der jüngsten Tochter „Laura“ im Stück Monsieur Claude und seine Töchter (Regie: Folke Braband).
Zeitgleich spielte sie in der Wiener-Festwochen-Produktion „Traiskirchen. Das Musical“ im Volkstheater Wien eine der Hauptrollen.
Seit 2021 ist Resch Ensemblemitglied des Bernhard Ensembles des Das Off Theater  unter der Leitung von Ernst Kurt Weigel.
2024 feierte das Stück „Oskar Werner - Kompromisslos in die Wiedergeburt“, was in Zusammenarbeit mit Bernhard Dechant entstanden ist und Reschs erste Regiearbeit darstellt, im Odeon Theater/im Spitzer Premiere und wurde mit dem Nestroy-Theaterpreis ausgezeichnet.
Weitere Spielstätten (Auswahl): Burgtheater, Festspiele Gutenstein, Theater Drachengasse, Werk X Eldorado, Brut, Konzerthaus, Hebbel am Ufer Berlin, Kosmostheater, Dschungel Wien etc.
Darüber hinaus ist Sophie in diversen Film- und Fernsehproduktionen (Auswahl) zu sehen: „Planet Ottakring“, „Die beste aller Welten“, „Bodyfarm“, Landkrimis „Der Schutzengel“ und „Vier“, „CopStories“, „SOKO Donau“, „Schnell ermittelt“ etc.
Sophie Resch lebt derzeit in Wien und ist als freischaffende Schauspielerin, Regisseurin, Sprecherin und Sängerin tätig.

## Filmografie (Auswahl)
- 2010: 7 Wunder (TV-Serie)
- 2015: Planet Ottakring (Kinofilm)
- 2016: SOKO Wien – Außer Kontrolle
- 2016: Studentenfutter/ Moonlighter (Kurzfilm)
- 2017: Die beste aller Welten (Kinofilm)
- 2017: SOKO Kitzbühel – Sport ist Mord (TV-Serie)
- 2018: SOKO Donau – Treue, Ehre, Mord (TV-Serie)
- 2018: Schnell ermittelt – Sissi König (TV-Serie)
- 2019: Mär (Kinofilm)
- 2019: Herzschnittmacher – DON WHO? (Kurzfilm)
- 2019: Otto Neururer – Eine Hoffnungsvolle Finsternis (Kinofilm)
- 2021, 2023: SOKO Donau – Der g´schupfte Ferdl (TV-Serie)
- 2021: Landkrimi – Vier (Fernsehreihe)
- 2022: Landkrimi – Der Schutzengel (Fernsehreihe)
- 2025: Bodyfarm (Kinofilm)

## Theater (Auswahl)
- Schmähstad (Vestibül Burgtheater Wien)
- Professor Bernhardi (Burgtheater Wien)
- Jessica 30. (Theater Drachengasse)
- Unendlicher Spaß (Hebbel am Ufer Berlin)
- Die Erde rauscht. Das Erdbeben in Chili (P 14 Volksbühne Berlin)
- Jane und Tarzan (Dschungel Wien - Schäxpir Festival)
- Alice im Wunderland (Märchensommer NÖ)
- Das Maß der Dinge (Werk X)
- Der Baromethermacher auf der Zauberinsel (Festspiele Gutenstein)
- Die Schutzbefohlenen (Schauspielhaus Wien, Dschungel Wien etc.)
- Trip Trap Tropf (Konzerthaus Wien)
- Why?100 Jahre Krieg - April...1914 (Brut Wien)
- Monsieur Claude und seine Töchter (Theater in der Josefstadt)
- Good Morning, Boys and Girls (KosmosTheater)
- Traiskirchen – Das Musical (Volkstheater Wien)
- Feuersalamander 451 (Künstlerhaus Wien)
- Um zwei beginnt die Revolution (Dschungel Wien)
- BLADE.UNWICHTIG  (Das Off Theater)
- DER SEMMELWEIS.REFLEX  (Das Off Theater)
- JEDE(R).NOW  (Das Off Theater)
- SOMMER.HUNDS.TRAUM (Das Off Theater)
- FUNNY.BRANDSTIFTER (Das Off Theater)
- 006.AM.PSYCHOSEE  (Das Off Theater)
- Oskar Werner - Kompromisslos in die Wiedergeburt (Odeon Theater) Regie: Sophie Resch

## Auszeichnungen
- Verleihung des Nestroy-Theaterpreises 2024: Spezialpreis für Oskar Werner – Kompromisslos in die Wiedergeburt[4]